# Långören (vid Sorpo, Nagu)
Långören är en ö nära Lökholmen i Nagu,  Finland. Den ligger i Skärgårdshavet i Pargas stad i den ekonomiska regionen  Åboland i landskapet Egentliga Finland, i den sydvästra delen av landet. Ön ligger omkring 4 kilometer söder om Lökholmen, 19 kilometer sydost om Nagu kyrka, 38 kilometer söder om Åbo och omkring 150 kilometer väster om Helsingfors. Närmaste allmänna förbindelse är förbindelsebryggan vid Gullkrona som trafikeras av M/S Nordep och M/S Cheri.
Öns area är 1,9 hektar och dess största längd är 370 meter i öst-västlig riktning.